# Когут Володимир Юрійович
Володимир Юрійович Когут (рос. Владимир Юрьевич Когут; нар. 20 березня 1966, Львів) — радянський та український футболіст і футзальний тренер. Захисник, грав за команди СКА «Карпати» (Львів) і «Волинь» (Луцьк).
Тренував футзальний клуб «Тайм» (Львів).